# 杜凱文
杜凱文（1991年6月28日—），為臺灣男子柔道運動員。代表中華台北參加2012年倫敦奧運66公斤級賽事，最終不敵蒙古選手Khashbaataryn Tsagaanbaatar，止步32強。